# Canterbury Plains

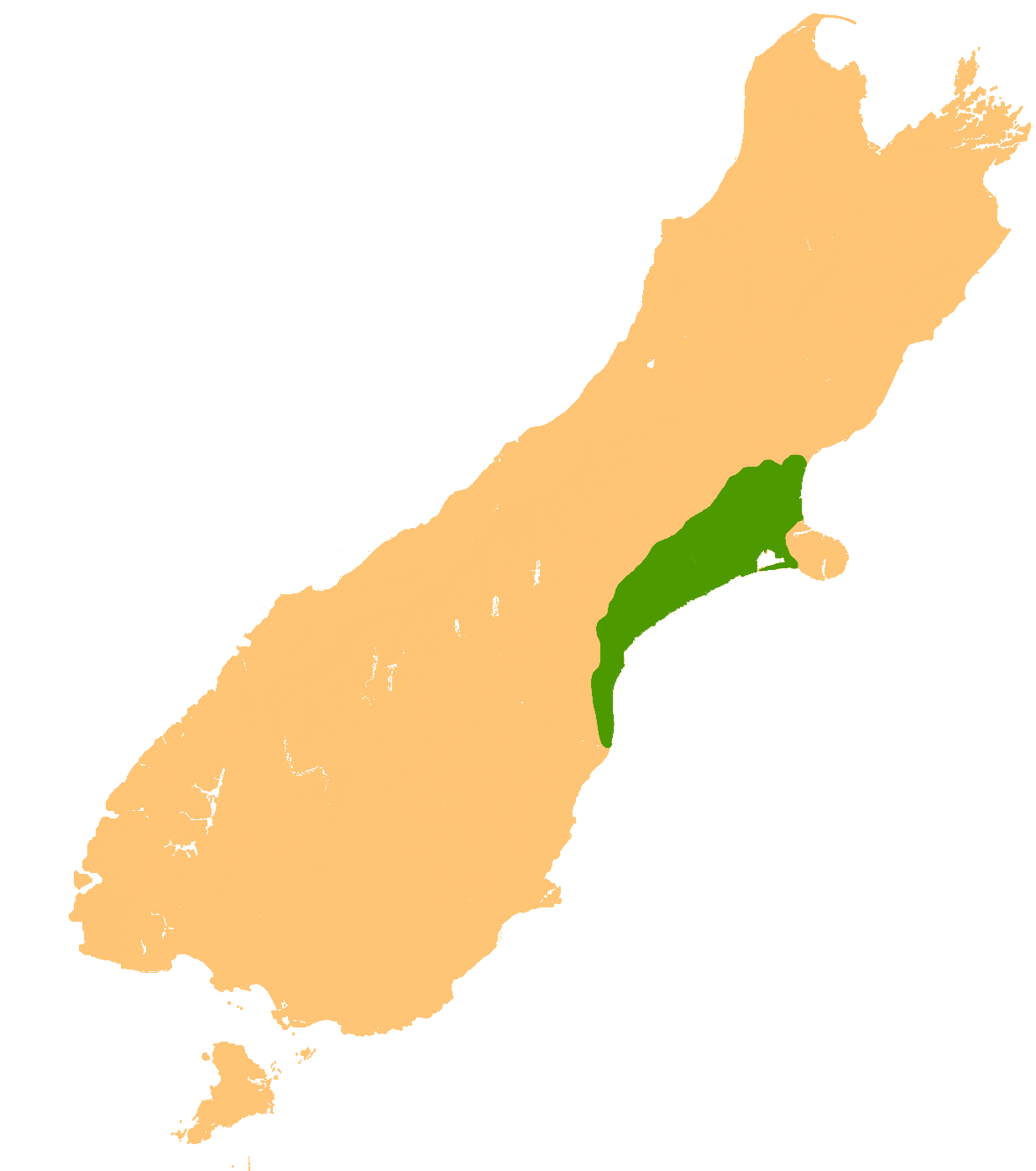
Lage der Canterbury Plains

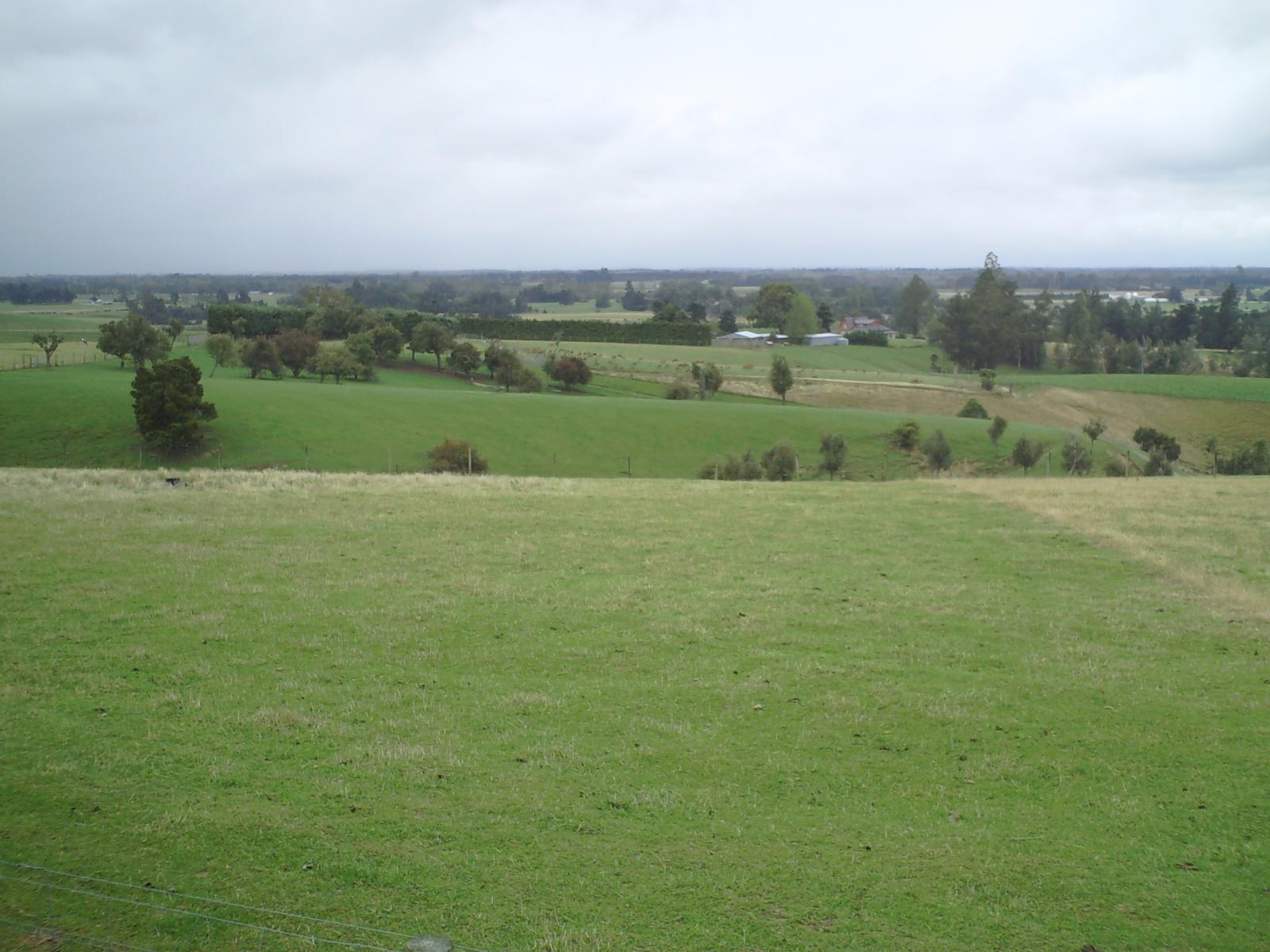
Canterbury Plains

Die Canterbury Plains, dt. auch Canterbury-Ebene, ist eine Region im Osten der Südinsel Neuseelands.
Sie liegt südlich von Christchurch und wird im Westen von den Neuseeländischen Alpen und im Osten vom Meer begrenzt. 
Im Norden gehen die Plains in die Hundalee Hills über, während im Süden die Ebene des nordöstlichen Teils von Otago anschließt.
Die Canterbury-Ebene entstand aus den Schuttkegeln einiger großer Flüsse, vor allem des Waimakariri River, Rakaia River, Selwyn River/Waikirikiri und des Rangitata River. 
Das Land eignet sich nur für extensive Viehwirtschaft, da es oft von Dürren heimgesucht wird. Der Grund dafür ist der vorherrschende Nordwestwind, der an der Westseite der Neuseeländischen Alpen zu starken Regenfällen führt, während die Ostseite sehr trocken bleibt.